# Generální kapitanát Guatemala
Generální kapitanát Guatemala, v češtině známý i pod názvem Generální kapitánie Guatemala (španělsky Capitanía General de Guatemala), také Guatemalské království (španělsky Reino de Guatemala), byl jedním z generálních kapitanátů, které zřizovali španělští králové ve své koloniální říši v Americe. Byl založen v roce 1540 jako dílčí územní celek místokrálovství Nové Španělsko, de facto zde ale místokrál neměl skutečnou moc a zdejší generální kapitán se zodpovídal přímo španělskému králi. Hlavní město bylo zprvu Antigua Guatemala, které bylo v roce 1773 zničeno zemětřesením. Po této události se novým hlavním městem stalo Ciudad de Guatemala.

## Historie
Generální kapitanát Guatemala se skládal z několika provincií, intendencí či dependencií. Během období existence guatemalského kapitanátu se jednotlivá území v rámci kapitanátu administrativně dělila na drobnější celky, slučovala v rozlehlejší provincie či dependencie, stále ale zůstávala pod svrchovaností generálního kapitána (místodržícího). Rozprostíral se na území dnešních států Guatemala, Salvador, Honduras, Nikaragua, Kostarika a mexického státu Chiapas. Formálně si nárokoval i britské pozice na pobřeží Karibského moře (Britský Honduras a Pobřeží Moskytů), ale prakticky nad nimi neměl moc.

## Zánik
Mezi roky 1810 a 1826 se od španělské nadvlády osvobodily téměř všechny španělské državy v Americe (s výjimkou Kuby, Portorika a Španělské Východní Indie). Ve středoamerickém regionu panovala mezi vysoce postavenými nervozita, protože v ostatních částech španělské Ameriky probíhaly boje za nezávislost (Simón Bolívar v Jižní Americe, Agustín de Iturbide v Mexiku), které se prozatím guatemalskému kapitanátu vyhýbaly, ale neměly daleko k propuknutí. Nejvyšší představitelé Guatemaly se snažili jednat tak, aby zabránili krvavým střetům. Chiapas bylo první území, které oficiálně vzneslo požadavek na nezávislost na Španělsku, když v roce 1821 představitelé Chiapasu oznámili svůj záměr připojit se k nově vznikajícímu mexickému císařství a vyzvali místodržícího, aby celý kapitanát udělala totéž.

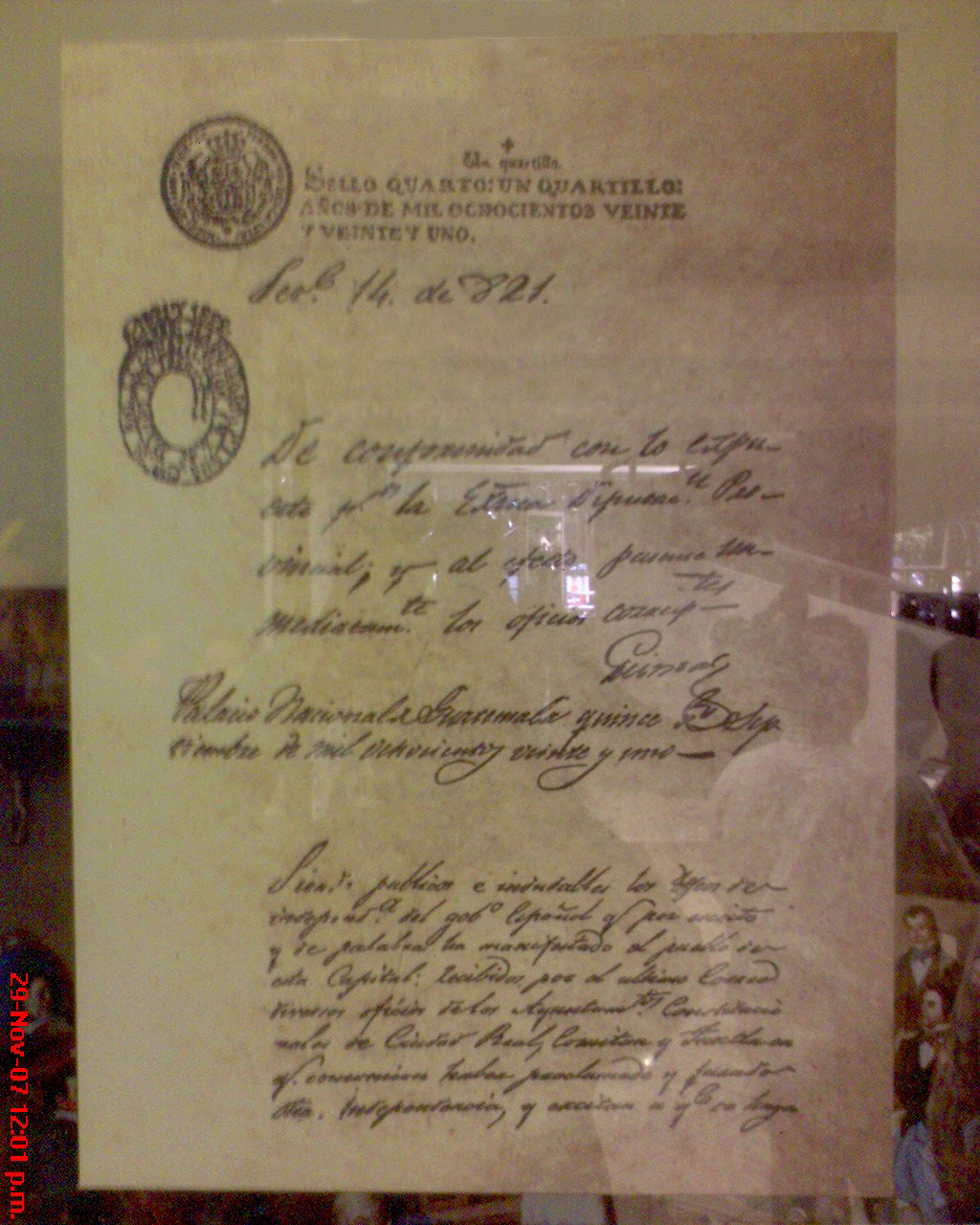
Deklarace nezávislosti

Společnost se rozdělila na dva tábory, které si představovaly budoucnost území různě. Konzervativci preferovali připojení se k Mexiku, zatímco liberálové požadovali nezávislost na Španělsku i Mexiku. Na 15. listopad 1821 byla do Ciudad de Guatemala svolána veřejná schůze, která vyústila v prohlášení nezávislosti města na Španělsku a výzvu, aby jednotlivé provincie a dependencie v rámci guatemalského kapitanátu udělaly totéž. Tento datum dodnes slaví většina středoamerických států jako státní svátek Den nezávislosti.
Nezávislost ale netrvala dlouho - 5. ledna 1822 bylo území anektováno Mexickým císařstvím v čele s Agustínem de Iturbide. Po jeho smrti a rozpadu císařství vznikl 1. července 1823 nový stát Spojené provincie Střední Ameriky (od září 1824 bez Chiapasu, který se po referendu dostal pod správu Mexika, ale s regionem Soconusco). Tento státní útvar se rozpadl v období 1838 až 1840 občanskou válkou.